# Алес (Франция)
Але́с (фр. Alès) — город во Франции, в округе Алес.
Алес расположен на излучине реки Гардон у подножия Севеннских гор на южной окраине национального парка «Севенны».

## История
В XVI веке Алес был важным гугенотским центром. После захвата города в 1629 году французским королём Людовиком XIII здесь был заключён мирный договор, подтверждавший Нантский эдикт.
В 1694 году здесь было учреждено епископство, но в 1790 году было упразднено. К этому же времени относится и кафедральный собор святого Иоанна Крестителя.
В 1688 году знаменитый французский военный инженер Себастьен Ле Претр де Вобан строит здесь гарнизонную крепость.

## Экономика
С середины XIX века до конца XX Алес был центром горной добычи в департаменте Гар. Расцвет отрасли начался в 1840 году со строительством железной дороги из Бокера через Ним в Алес.
Здесь расположена Высшая школа горнодобывающей промышленности.

## Достопримечательности
- кафедральный собор святого Иоанна Крестителя
- гарнизонная крепость
- памятник Луи Пастеру, проводившему в городе свои опыты с болезнями тутовых шелкопрядов
- памятник земляку, химику Жан-Батисту Дюма
- муниципальный ботанический парк

## Города-побратимы
- Килмарнок, Великобритания
- Билина, Чехия